# Triumph-Marsch (Johann Strauss)
Triumph-Marsch, op. 69, är en marsch av Johann Strauss den yngre från 1849. 

## Historia
Vid tiden för marschens tillkomst, troligen senhösten eller vinter 1849, hette Johann Strauss den yngres förläggare ännu Pietro Mechetti. Deras samarbete hade börjat i januari 1845 med op. 1 (Sinngedichte) och skulle sluta med op. 94 (Rhadamantus-Klänge) sent i september 1851. Av någon oklar anledning var det Mechettis rival Carl Haslinger, som gav ut klaverutdraget till Triumph-Marsch i januari 1850 även om det inte var förrän i september som Haslinger undertecknade ett långvarigt kontrakt med Johann Strauss. 
Motivet till marschens uppkomst är en smula dunkel. Större delen av 1849 hade den 23-årige Strauss tagit varje tillfälle i akt för att bedyra den unge kejsaren Frans Josef sin vördnad, allt för att försöka reparera skadorna från revolutionen 1848. Strauss hade öppet visat sin sympati med revolutionärerna, vilket allvarligt hade skadat hans karriär när revolten slogs ned. Det är möjligt att idén att komponera en marsch kom från den unge Carl Haslinger, vars förlag hade tryckt ett antal "Revolutionära kompositioner" som nu fick tas bort. I början av 1850 hade både Haslinger och Strauss ett gemensamt intresse i att bevisa sin lojalitet gentemot staten och monarkin. Det fanns flera anledningar till att fira i Österrike under 1849: fältmarskalk Radetzkys segerrika fältslag i Italien och undertryckandet av de ungerska trupperna (se Nikolai-Quadrille).  
Det är inte känt när Strauss Triumph-Marsch spelades för första gången. Den tidigaste referensen av verket härstammar från en annons av den 16 januari 1850 i tidningen Der Wanderer om en välgörenhetskonsert i Wiens Volksgarten nästföljande eftermiddag den 17 januari. Musiken som spelades var tre verk av Johann Strauss den äldre och fyra av Strauss d.y. (inklusive Triumph-Marsch). Verket beskrivs blott som "nytt" vilket kan indikera att premiären redan ägt rum. Då även två andra av Strauss verk rubriceras som "nya", valsen Die Gemütlichen op. 70 och kadriljen Sofien-Quadrille op. 75 (båda framförda första gången den 13 januari 1850) måste marschens premiär ha ägt rum kring den tiden.

## Om marschen
Speltiden är ca 5 minuter och 3 sekunder plus minus några sekunder beroende på dirigentens musikaliska tolkning.

## Weblänkar
- Dynastin Strauss 1849 med kommentarer om Triumph-Marsch.
- Triumph-Marsch i Naxos-utgåvan.